# Рудное (Еврейская автономная область)
Ру́дное — село в Облученском районе Еврейской автономной области России. Входит в Известковское городское поселение.

## География
Село Рудное расположено вблизи железнодорожной линии Известковый — Кульдур.
В пяти километрах восточнее села протекает река Кульдур (бассейн Биры).
Дорога к селу Рудное идёт на север от административного центра городского поселения пос. Известковый, расстояние — около 5 км.
От села Рудное на север идёт дорога к железнодорожной станции Брусит, расстояние — около 12 км.

## История
В 1974 г. Указом Президиума ВС РСФСР село отделения № 2 совхоза «Известковый» переименовано в Рудное.

## Население
| 2002 | 2010 |
| ---- | ---- |
| 169  | ↘110 |

## Инфраструктура
В окрестностях села находится Кульдурское месторождение, добывают минерал брусит.